# قصر الصغير (القصر الصغير)
قصر الصغير هي إحدى مشيخات المملكة المغربية، تتبع جغرافيا لإقليم الفحص أنجرة وإداريًا لالقصر الصغير. يقدر عدد سكانها بـ 11791 نسمة حسب الإحصاء الرسمي للسكان والسكنى لسنة 2004.